# 皮特卡斯點 (阿拉斯加州)
皮特卡斯點（英語：Pitkas Point）是位於美國阿拉斯加州庫茲瓦克人口普查區的一個非建制地區和人口普查指定地區。根據2010年美國人口普查，該地人口為109人，而該地的面積約為3.90平方千米。

## 地理
皮特卡斯點的座標為62°02′08″N 163°15′39″W / 62.03556°N 163.26083°W，而該地的平均海拔高度為91米（即302英尺）。